# Гигафабрика 2
Тесла Гига Нью-Йорк (англ. Tesla Giga New York) или Гигафабрика 2 — завод по производству фотоэлектрических элементов, арендованный дочерней компанией Tesla SolarCity в Буффало, Нью-Йорк. Фабрика, принадлежащая штату Нью-Йорк, была построена на заброшенной территории бывшего сталелитейного завода. Строительство Гигафабрики 2 началось в 2014 году и было завершено в 2016—2017 годах.
В 2013 году Гигафабрика 2 планировалась как бизнес-инкубатор технологий чистой энергии. Фабрика заработала после приобретения SolarCity компании Silevo в 2014 году и объединения с Tesla в 2016 году. В 2017 году фабрика в партнерстве с Panasonic начала ограниченную сборку фотоэлектрических модулей с использованием импортированных японских фотоэлементов. Коммерческое производство модулей началось в том же году. В 2018 году SolarCity начала производство отдельных солнечных элементов. В конце 2019 года Tesla объявила, что начнет коммерческую установку третьей версии своего продукта «Solar Roof» в течение следующих нескольких месяцев.
К началу 2020 года Tesla увеличила число сотрудников на фабрике до 1500 человек. Вскоре после этого Panasonic запланировала прекратить партнерские отношения с фабрикой.

## Ранняя история

### Предпосылки
Republic Steel и Donner Hanna Coke управляли сталелитейным заводом, расположенным вдоль реки Буффало на участке в 88 акров Южного Буффало с начала 20-го века до закрытия завода в 1984 году. В ответ на региональный спад производства, связанный с деиндустриализацией в Rust Belt, штат Нью-Йорк создал пакет экономических мер по стимуляции производства, который впоследствии получил название «миллиард Буффало», предоставив 1 миллиард долларов нецелевых экономических инвестиций для района Буффало. В 2013 году губернатор штата Нью-Йорк Эндрю Куомо объявил о создании высокотехнологичного производственного центра Буффало в Ривербенде, нацеленного на площадку Republic Steel, а затем на индустриальные постройки, для развития центра бизнес-инкубации в области чистой энергии, который должен был быть профинансирован в объёме 225 миллионов долларов из фонда «миллиард Буффало». В то время обе компании объявили, что арендаторами являются производитель систем освещения SORAA и производитель солнечных панелей Silevo, которые обещали открыть 475 новых рабочих мест. Разработкой проектов этих заводов должен был заниматься Колледж нанотехнологий SUNY (в настоящее время — политехнический институт SUNY).
В 2014 году SolarCity подробно изложил планы по приобретению Silevo за 200 миллионов долларов, впоследствии расширив планы на строительство Гигафабрики в Буффало. Компания наметила график строительства и цели найма, обещая в будущем 3000 рабочих мест в Буффало с 5000 в масштабе штата и 5 миллиардов долларов в экономической деятельности. В результате этих предложений проекта исследовательского центра отказались в пользу строительства фабрики площадью 11,15 гектара. В результате штат увеличил стимулирующую выплату до 750 миллионов долларов.

### Строительство и открытие
Строительство началось в сентябре 2014 года. Объект был завершен в конце 2016 года и был оснащен оборудованием до начала 2017 года. По состоянию на август 2017 года на Гигафабрике 2 началось производство солнечных батарей.

## Обоснование
До того, как Тесла и Panasonic начали сотрудничество в Буффало, у Panasonic уже был 30-летний опыт производства солнечных батарей. Поскольку SolarCity запустил производственный процесс, который намеревался использовать Silevo, партнерство позволяет Tesla передавать производство на аутсорсинг и снижать нагрузку по долговым обязательствам. Используемая технология включает в себя нанотехнологии, развивающийся сектор в северной части штата Нью-Йорк. Колледжи и университеты, такие как SUNY Poly и Erie Community College, разработали программы и исследования полупроводниковых нанотехнологий, причем последний разработал программы специально для Гигафабрики 2. Объект также использует налоговые льготы и арендуемые площади в штате Нью-Йорк. Генеральный директор Tesla Илон Маск также предположил, что солнечные батареи компании могут помочь в гуманитарных кризисах, таких как восстановление электросети в Пуэрто-Рико после урагана «Мария».
В 2015 году генеральный директор Solar City Линдон Рив, двоюродный брат Илона Маска, заявил, что новое предприятие будет иметь ключевое значение для создания рынка чистой энергии, добавив, что расширение будет невозможно на заводе Riverbend, но, скорее всего, возможно в непосредственной близости от него. Во время управления SolarCity производственной площадкой во Фримонте, штат Калифорния, Гигафабрика обеспечивает объём производства 10 000 солнечных панелей в день, что эквивалентно одному гигаватту в год.

## Производство
Завод начал производство солнечных элементов в 2017 году, а также сборку фотоэлектрических модулей для солнечных панелей под управлением Panasonic. В январе 2018 года после тестирования их на крышах сотрудников Tesla объявила, что она начнет устанавливать свой новый продукт в домах клиентов «в течение следующих нескольких месяцев». В 2018 году Tesla не производила серийно Solar Roof, а решила сосредоточиться на расширении производства Tesla Model 3 и разработке третьей версии Solar Roof; в октябре 2019 года было объявлено, что Solar Roof версии 3 готова к началу производства и наращивание производственных мощностей произойдёт в течение следующих нескольких месяцев.
К ноябрю 2018 года на заводе работало более 800 человек. К началу 2020 года Tesla увеличила количество сотрудников на заводе до 1500 человек, а также начала производить на Гигафабрике 2 зарядное оборудование для своей сети Supercharger; Panasonic запланировало прекратить партнерство на гигафабрике к маю 2020 года.

## Критика
Проект столкнулся с критикой и судебными исками. Утверждалось о завышенных обещаниях на количество рабочих мест, перерасходе средств, задержках в строительстве и фальсификации ставок. Отмечалось, что сделка была, по сути, спасением кузенов Маска Питера и Линдона Ривов. Говорилось о недостаточности усилий в обеспечении взятых на себя обязательств со стороны Маска.